# Destination X 2013
Destination X 2013 è stato la nona edizione prodotta dalla Total Nonstop Action Wrestling (TNA) e la prima ad essere trasmessa in formato gratuito e non in pay-per-view. L'evento si è svolto il 18 luglio 2013 alla Broadbent Arena di Louisville in Kentucky ed è stato trasmesso dall'emittente televisiva Spike TV.

## Risultati
| # | Risultati | Stipulazioni                                                                                 | Durata         |
| - | --- | -------------------------------------------------------------------------------------------- | -------------- |
| 1 | Joseph Parks ha sconfitto Devon | Single match (registrato per il programma TNA Xplosion.                                      | 10:06 Pre Show |
| 2 | Austin Aries ha sconfitto Bobby Roode | Match per il Bound of Glory Series                                                           | 11:56          |
| 3 | Sonjay Dutt ha sconfitto Homicide e Petey Williams | Triple threat elimination match per il titolo TNA X Division Championship                    | 40:06          |
| 4 | Manik ha sconfitto Chavo Guerrero e Kenny King | Triple threat elimination match per il titolo TNA X Division Championship                    | 04:35          |
| 5 | Greg Marasciulo ha sconfitto Rockstar Spud e Rubix | Triple threat elimination match per il titolo TNA X Division Championship                    | 06:25          |
| 6 | Chris Sabin ha sconfitto Bully Ray (c) | Single match per il titolo TNA World Heavyweight Championship. Sabin aveva usato l'opzione C | 18:44          |
|   | L'opzione C consiste nel fatto di rendere volontariamente vacante il titolo TNA X Division Championship e poter sfidare il detentore del titolo TNA World Heavyweight Championship. | (c) è riferito al campione in carica al momento dell'inizio del match.                       |                |